# جما زامپرونیا
جما زامپرونیا (انگلیسی: Gema Zamprogna؛ زادهٔ ۲۴ آوریل ۱۹۷۶) بازیگر و رقصنده کانادایی است که در مجموعۀ تلویزیونی قصه‌های جزیره و تله‌فیلم کریسمس اونلی نقش فیلیسیتی کینگ را بازی کرد.

## خانواده
جما زامپرونیا متولد ۲۴ مه ۱۹۷۶ است. پدرش لو زامپرونیا نیز رقصنده بوده و در فیلم‌هایی چون ویولن‌زن روی بام در سال ۱۹۷۱ و مردی از لا مانتا در سال ۱۹۷۲ ایفای نقش کرده بود. او یک خواهر و یک برادر به نام‌های آماندا و دومینیک دارد که هردو بازیگر هستند. جما در نوجوانی با بازی در سریال پرطرفدار قصه‌های جزیره به شهرت رسید. وی برای بازی در این فیلم تاکنون پنج بار نامزد دریافت جایزه هنرمند جوان و جایزه جمینای شده است.  او در سال ۲۰۰۰ از دانشگاه کویینز در رشته تئاتر فارغ‌التحصیل شد و در سال ۲۰۰۳ با دَنیل بویک ازدواج کرد. آن‌ها سه فرزند به نام‌های «لوکا»، «الا» و «سم» دارند.
جما زامپرونیا در سال ۲۰۱۷ به‌همراه خواهرش آماندا، مدرسهٔ بازیگری «زامپرونیا آرتز» را در همیلتون بنیان نهادند.

## گزیدۀ نقش‌آفرینی‌ها

### سینما
- انتقام آنجلو (۲۰۰۲)

### تلویزیون
- ماجراهای مرداک (۲۰۰۸) - فصل ۱، قسمت ۵: تا زمانی که مرگ جدایمان کند
- غارتگران دره سیلیکون (۱۹۹۹)
- کریسمس اونلی (۱۹۹۸)
- قصه‌های جزیره (۱۹۹۶–۱۹۹۰)